# Stadt Land Fluß
Stadt Land Fluß war eine Spielshow, die von 1990 bis 1991 im deutschen Fernsehen auf dem Privatsender Tele 5 ausgestrahlt wurde und sich an das Spiel Stadt, Land, Fluss anlehnte. Viktor Worms moderierte die Show.

## Inhalt
1990 gab es sechs Kandidaten. In drei Spielrunden (1. Stadt, 2. Land, 3. Fluss) wurde die Zahl bis auf eine Person minimiert. In der Finalrunde gab es fünf Hinweise von einem Prominenten auf einen unbekannten Ort, den der Finalist erraten musste. 1991 gab es nur vier Kandidaten und in der Finalrunde nur noch drei Hinweise.

## Spielrunden der ersten Version
Wer die Lösung im ersten Hinweis fand, erhielt 100 Punkte. Im zweiten Hinweis gab es 80 Punkte und im dritten Hinweis 60 Punkte. Im vierten Hinweis bekam man nur 40 Punkte und im fünften und letzten Hinweis noch 20 Punkte. Daraufhin war die erste Runde beendet und es kam die zweite Runde. Dort hieß das Spiel Land und dazu passende Begriffe. Nach zwei Runden schieden zwei Kandidaten aus, weil in der dritten Runde ein Sieger fest stand. Im Finale gab es einen Prominenten, der einen Ort beschrieb. Je weniger Hinweise von diesem gebraucht werden mussten, umso mehr Geld bekam der Final-Kandidat.

## Spielrunden der zweiten Version
Die zweite Version gab es ab 1991 mit vier Kandidaten und wieder mit drei Runden.

## Letzte Sendung
Am 19. Oktober 1991 wurde die Spielshow aus technischen Gründen eingestellt.